# Gemarkung Grünlas
Die Gemarkung Grünlas ist eine Gemarkung im Landkreis Kulmbach, die vollständig auf dem Gemeindegebiet des Marktes Grafengehaig liegt.
Die Gemarkung hat eine Fläche von 2,023 km². Sie ist in 204 Flurstücke aufgeteilt, die eine durchschnittliche Flurstücksfläche von 9915,35 m² haben. In ihr liegen die Gemeindeteile Grünlas, Oberweißenstein und Waldhermes.
Die Nachbargemarkungen sind:
| - Gemarkung Eppenreuth - Gemarkung Grafengehaig - Gemarkung Hohenberg | - Gemarkung Horbach - Gemarkung Neuensorg |